# Graisse de silicone
La graisse de silicone est une solution incolore qui permet une excellente lubrification en protégeant contre l'humidité et la corrosion. Elle empêche les pièces mobiles de bloquer et résiste aux fortes pressions et températures élevées.
La graisse de silicone est un lubrifiant de silicone utilisé pour lubrifier les frottements des pièces métalliques contre celles en caoutchouc qui, du fait de leur nature, doivent être en contact les unes avec les autres. En raison de sa non-conductivité électrique, il s'agit également d'une graisse diélectrique qui peut entrer en contact avec des courants électriques sans provoquer de court-circuit. Elle est utilisée comme mastic et lubrifiant temporaire pour les joints ou les interconnexions polies, comme c'est généralement le cas dans la verrerie de laboratoire. De plus, elle protège les matériaux contre la rouille et ne colle pas, ce qui empêche la poussière et les résidus de s'accrocher au produit. La graisse de silicone est également utilisée comme agent anti-adhérent lors du démoulage de pièces en plastique ou de pièces de fonderie. Elle est également non tachante et ne sèche jamais. Elle peut être utilisée sur tous les matériaux et sur toutes les surfaces comme, par exemple, l'élastomère, le caoutchouc et le plastique, pour ne citer qu'eux.
Ce type de produit peut être utilisé sous forme de spray ou en gel.

## Composants
La graisse de silicone est une graisse hydrophobe préparée en combinant une huile de silicone avec un épaississant.
La graisse de silicone est une graisse imperméable à l'eau qui combine une huile de silicone et un épaississant. Le plus souvent, l'huile de silicone est du polydiméthylsiloxane (PDMS) et l'épaississant est de la silice fumée amorphe. La graisse de silicone est une pâte visqueuse blanche translucide. Les graisses de silicone plus spécialisées sont fabriquées à partir de silicones fluorées ou, pour les applications à basse température, de PDMS contenant des substituants phényle à la place de groupes méthyle. Pour les applications alimentaires, l'épaississant est le stéarate de calcium. Pour les applications impliquant des substances hautement réactives, le polytétrafluoréthylène (PTFE) en poudre constitue l'épaississant. La graisse de silicone, après l'évaporation du solvant, se transforme en un gel transparent qui résiste à l'oxydation et aux cisaillements de longue durée causés par les pièces métalliques.
De plus, elle est soluble dans les solvants aromatiques et aliphatiques.

## Usages dans l'industrie
La graisse de silicone est couramment utilisée dans la lubrification et la préservation des pièces en caoutchouc (exemples : joint torique, lampes de poche). Cela fonctionne comme inhibiteur de corrosion et lubrifiant dans les applications nécessitant un lubrifiant épais.
Des versions spéciales de graisse de silicone sont également utilisées par l'industrie de la plomberie dans les robinets et les joints, ainsi que dans les équipements dentaires.

### Utilisation pour contact électrique
Les services publics d’électricité utilisent de la graisse de silicone pour lubrifier les coudes séparables des conduites qui doivent résister à des températures élevées. Les graisses de silicone ont généralement une plage de température de fonctionnement d’environ −40 à +200 °C. En effet, ces graisses sont électriquement isolantes et ne se décomposent pas sous haute tension. Elles sont donc souvent appliquées aux connecteurs électriques, en particulier ceux contenant des joints en caoutchouc. C’est un moyen pour lubrifier et pour sceller les parties en caoutchouc du connecteur sans formation d'arc.
Une utilisation courante de la graisse diélectrique concerne les connexions haute tension associées aux bougies d’allumage des moteurs à essence. La graisse est appliquée sur la gaine en caoutchouc du fil de fiche. Cela permet à la botte en caoutchouc de glisser sur l’isolant en céramique de la fiche. La graisse sert également à sceller le soufflet en caoutchouc tout en empêchant le caoutchouc de rester collé à la céramique. Généralement, les bougies d’allumage sont situées dans des zones de température élevée et la graisse est formulée pour résister à la plage de température attendue. Elle peut également être appliquée sur le contact réel, car la pression de contact est suffisante pour pénétrer dans le film de graisse. Faire ainsi sur des surfaces de contact à haute pression entre différents métaux présente l'avantage de sceller la zone de contact contre les électrolytes susceptibles de provoquer une détérioration rapide due à la corrosion galvanique.
Une autre utilisation courante de la graisse diélectrique concerne les surfaces de contact en caoutchouc ou les joints des connecteurs électriques à broches multiples utilisés dans les moteurs automobiles et marins. La graisse agit à nouveau comme lubrifiant et agent d’étanchéité sur les surfaces de contact non conductrices du connecteur.

## Usages en laboratoire de chimie
La graisse de silicone est aussi largement utilisée comme produit d'étanchéité temporaire ou comme lubrifiant pour interconnecter les joints de verre dépoli, comme cela est souvent le cas en verrerie de laboratoire. C'est le cas, par exemple, des graisses à vide. Bien que la catégorie des silicones soit normalement supposée être chimiquement inerte, plusieurs composés ont entraîné des réactions indésirables avec des silicones,.
D’autres utilisations sont : lubrifiant des roulements, composant en silicone pour le refroidissement artificiel.

## Usages domestiques
La graisse de silicone est souvent utilisée par les particuliers pour éviter des lubrifiants (comme la vaseline) qui pourraient endommager les produits en caoutchouc, latex ou joints d’étanchéité sur les combinaisons étanches. En effet, cette graisse ne coule pas et évite les dépôts de calcaire sur le mécanisme après application. Elle peut être utilisée pour lubrifier les mécanismes et les filets de remplissage du stylo-plume.
La graisse de silicone est aussi utilisée pour lubrifier les fils de lampes de poche immergées dans l’eau utilisées pour la plongée sous-marine et la chasse sous-marine. Cette graisse améliore la résistance à l'eau des lampes de poche et protège les fils de l'usure. La graisse de silicone est utilisée avec les appareils imperméables car elle a un corps très épais et ne se dissout pas dans l'eau.
La graisse de silicone a également divers usages domestiques comme la lubrification des charnières de porte, des pommeaux de douche, des filets de vis, des filets de tuyau d'arrosage ou de tout filetage ou mécanisme pouvant être lubrifié.

## Conseils d'utilisation
Avant d'utiliser un produit à base de graisse de silicone, il faut penser à dépoussiérer et à nettoyer la pièce qui va être lubrifiée. Il ne faut utiliser qu'une petite quantité de produit. Elle doit être appliquée sur la pièce avec un chiffon propre et sec. Si le produit est appliqué sur une pièce adjacente, il faut l'essuyer avec un chiffon sec pour éliminer le produit. Refaire les différentes étapes si nécessaire.

## Précautions d'emploi

F+ Extrêmement inflammable.

Dangereux pour l'environnement.

Il est indispensable que le produit soit éloigné d'une source de chaleur ou d'étincelles, le produit étant hautement inflammable. Une fois le contenant ouvert, la graisse de silicone peut être utilisée pendant trois ans si elle est stockée dans un endroit propre et sec. Si la graisse de silicone est utilisée sous forme d'aérosol, il est impératif de bien secouer le produit avant utilisation et de ne pas pulvériser de manière continue sur la pièce à lubrifier.
Il faut également appliquer une couche de produit plus ou moins épaisse selon la pièce à traiter : pour étancher ou isoler, préférer une couche épaisse de produit contrairement aux lubrifications de pièces qui nécessitent une fine couche de produit.
Pour les pièces difficiles d'accès, privilégier l'utilisation d'un tube capillaire.
Il faut impérativement protéger la graisse de silicone des rayons du soleil et des températures supérieures à 50 °C. Ne pas percer ou brûler le contenant après usage pour éviter tout risque d'explosion. Utiliser ce produit dans une pièce aérée.

## Certifications
La graisse de silicone est sous le certificat « Agréée pour contact des matériaux avec l'eau destinée à la consommation humaine » délivré par le laboratoire IRH Environnement, qui est lui-même agréé par le ministère de la Santé français.

## Recommandée pour les produits suivants
Exemples :
- loquets de portes et fenêtres en PVC ;
- chemins de roulement de porte de garage ;
- moulinets de pêche ;
- raccords de plomberie (vannes et robinets) ;
- joints de portières et de fenêtres de voiture ;
- engrenages, paliers, rouleaux, charnières ;
- câbles, connexions électriques, antennes extérieures.

## Avantages
- Supporte des températures allant de −35 à +200 °C.
- Extrêmement efficace pour prolonger la durée d’utilisation des composants en caoutchouc.
- Conçue pour résister aux fortes pressions.
- Fournit une excellente lubrification.
- N’attire pas la saleté.
- Protège les composants de l’humidité